# Ham-sous-Varsberg
Ham-sous-Varsberg é uma comuna francesa na região administrativa do Grande Leste, no departamento de Mosela. Estende-se por uma área de 6.53 km², e possui 2.831 habitantes, segundo o censo de 2018, com uma densidade de 430 hab/km².